# Stensnäs Krokö
Stensnäs Krokö, finska: Koukkusaari, är en ö i Finland. Den ligger i Finska viken och i kommunen Pyttis i landskapet Kymmenedalen, i den södra delen av landet. Ön ligger omkring 11 kilometer väster om Kotka och omkring 100 kilometer öster om Helsingfors.
Öns area är 2,2 kvadratkilometer och dess största längd är 3,4 kilometer i nord-sydlig riktning.